# Pteropus howensis
Pteropus howensis is een vleermuis uit het geslacht Pteropus die voorkomt op de atol Ontong Java in de Salomonseilanden, waar deze vleermuis het enige inheemse zoogdier is. Van deze soort zijn elf exemplaren bekend, waarvan de laatste voor 1950 gevangen zijn.
P. howensis is een middelgrote, bruine vleerhond. Over het hele lichaam zitten verspreide zilveren haren. De schouder is geel tot oranje. Van een enkel exemplaar bedraagt de voorarmlengte 122 mm, de tibialengte 53 mm en de oorlengte 21 mm.